# Kawasaki GPZ 900 R
La Kawasaki GPZ 900R (Ninja 900) est une moto sportive construite dans les années 1980 par Kawasaki et issue de la famille des GPZ.

## Historique
La GPZ 900R Ninja est la première moto de série au monde à atteindre un rapport poids/puissance inférieur à 2, avec 116 ch pour 228 kg à sec.
C'est une moto dont les performances pour l'époque étaient inégalées : le poids d'une 750 et la puissance d'une 1100 lors de sa sortie en 1984. La vitesse maximum était de l'ordre de 250 km/h.
Les avancées technologiques incluent une fourche anti-plongée (AVDS) et un moteur à refroidissement liquide de seize soupapes, ce qui permit d'accroître la puissance. Le cadre en tube d'acier utilise le moteur comme élément porteur pour une meilleure maniabilité et un poids réduit, grâce notamment à  sa partie arrière démontable en aluminium. Sa vitesse de pointe lui confère le titre de meilleure moto de production à l'époque. La GPZ 900R était la première moto Kawasaki à être officiellement commercialisée (en Amérique du Nord) sous l'appellation « Ninja ».
La Kawasaki GPZ 1000 RX devait être la remplaçante de la GPZ 900R en 1986, mais la Ninja 900 a continué sa carrière en parallèle. En 1988, la GPZ 1000 RX a été remplacée par la ZX-10 Tomcat, mais la GPZ 900R restera au catalogue du constructeur. Avec la sortie de la ZZR 1100 (ZX-11) en 1990, la GPZ 900R perd son statut de modèle phare mais sera cependant mise au goût du jour (version A7) avec, entre autres, l'amélioration de la fourche, des jantes (qui passent en 17"), des freins (étriers à quatre pistons) et de la boîte à air. Elle est distribuée jusqu'en 1993 en Europe, jusqu'en 1996 aux États-Unis et jusqu'en 2003 au Japon. En France, elle est importée entre 1984 et 1986 puis en 1989 sous la forme d'une série spéciale Limited à la présentation unique noire et or.
Dès sa première année de commercialisation, la GPZ 900R a remporté le mythique Tourist Trophy de l'île de Man aux mains de Geoff Johnson sur une moto quasiment d'origine fournie par le concessionnaire Kawasaki GT Motorcycles.
En France, la moto reste dans les mémoires avec sa course victorieuse contre le TGV entre Paris et Marseille en 1985, course organisée par le magazine Moto Revue.

## Cinéma
La GPZ 900R est très présente dans le film Top Gun où elle est pilotée par Tom Cruise.